# Clay (Familienname)
Clay ist der Familienname folgender Personen:
- Alexander S. Clay (1853–1910), US-amerikanischer Politiker
- Andrew Dice Clay (* 1957), US-amerikanischer Komiker
- Bill Clay (1931–2025), US-amerikanischer Politiker
- Brutus J. Clay (1808–1878), US-amerikanischer Politiker
- Bryan Clay (* 1980), US-amerikanischer Zehnkämpfer
- Cassius Marcellus Clay Jr., Geburtsname von Muhammad Ali (1942–2016), US-amerikanischer Boxer
- Cassius Marcellus Clay (1810–1903), US-amerikanischer Politiker
- Charles Clay (1801–1893), englischer Chirurg
- Christopher Clay (* 1983), österreichischer Start-Up-Gründer und Politiker (Piratenpartei)
- Clement Claiborne Clay (1816–1882), US-amerikanischer Politiker
- Clement Comer Clay (1789–1866), US-amerikanischer Politiker
- Diskin Clay (1938–2014), US-amerikanischer Klassischer Philologe
- Edward Clay (* 1945), ehemaliger britischer Diplomat
- Henry Clay (1777–1852), US-amerikanischer Politiker
- Henry Clay (Ruderer) (* 1955), britischer Ruderer
- James Clay (Musiker) (1935–1994), US-amerikanischer Saxophonist und Flötist
- James Brown Clay (1817–1864), US-amerikanischer Politiker
- James Franklin Clay (1840–1921), US-amerikanischer Politiker
- Jenny Strauss Clay (* 1942), US-amerikanische Klassische Philologin
- Joe Clay (1938–2016), US-amerikanischer Rockabilly-Sänger
- Johannes Clay (1535–1592), deutscher Pädagoge, Theologe und Grammatiker, siehe Johannes Clajus
- John Clay (* 1946), englischer Fußballspieler
- John Randolph Clay (1808–1885), US-amerikanischer Diplomat
- Jonny Clay (* 1963), britischer Radrennfahrer
- Joseph Clay (1769–1811), US-amerikanischer Politiker
- Judy Clay (1938–2001), US-amerikanische Sängerin
- Julian Clay (* 1977), US-amerikanische Sprinterin
- Laura Clay (1849–1941), US-amerikanische Frauenrechtlerin und Politikerin
- Liz Clay (* 1995), australische Leichtathletin
- Lucius D. Clay (1898–1978), US-amerikanischer General des Heeres
- Lucius D. Clay Jr. (1919–1994), US-amerikanischer General der Air Force
- Luella Clay Carson (1866–1933), US-amerikanische Pädagogin und Universitätspräsidentin
- Matthew Clay (Politiker) (1754–1815), US-amerikanischer Politiker
- Matthew Clay (Schwimmer) (* 1982), britischer Schwimmer
- Monica Clay (* 1929), italienische Schauspielerin
- Nicholas Clay (1946–2000), englischer Schauspieler
- Oliver Clay (* 1987), deutscher Basketballspieler
- Otis Clay (1942–2016), US-amerikanischer Blues-, Soul- und Rhythm-and-Blues-Sänger
- Ramon Clay (* 1975), US-amerikanischer Sprinter
- Ruth Murray-Clay, US-amerikanische Astrophysikerin und Hochschullehrerin
- Shirley Clay (1902–1951), US-amerikanischer Jazzmusiker
- Sonny Clay (1899–1973), US-amerikanischer Jazzmusiker
- Tim Clay, eigentlicher Name von Cashisclay (* 1994), deutscher Rapper
- William Lacy Clay (* 1956), US-amerikanischer Politiker